# Stadshuskällaren

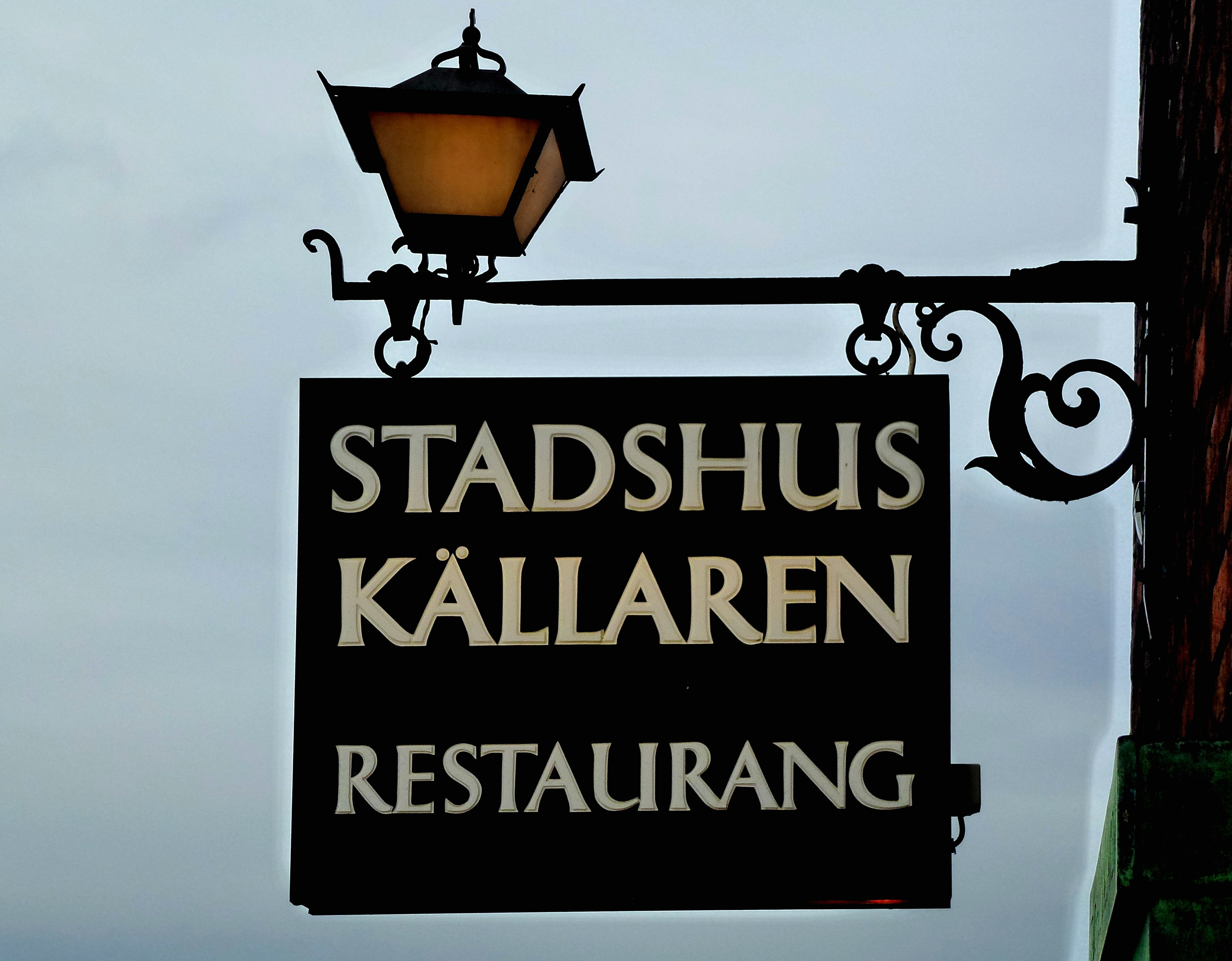
Stadshuskällarens flaggskylt.

Stadshuskällaren är en restaurang i Stockholms stadshus, adress Hantverkargatan 1 på Kungsholmen i Stockholm. Stadshuskällaren stod färdig 1922 och är ritad av arkitekt Melchior Wernstedt under överinseende av Ragnar Östberg.

## Bakgrund
Redan 1908 (i programmet för Rådhusförslaget) föreskrevs att ”en mindre stadskällare”, alltså en krog eller restaurang, skulle finnas i byggnaden. Den placerade Ragnar Östberg på källarvåningen i Stadshusets “Östra längan“, i hörnet mot dagens Stadshusbron och med huvudentré där. Restaurangen kallades till en början ”Bellmanskällaren” eller ”Bellmanskrogen”, men fick 1922 sitt slutgiltiga namn, Stadshuskällaren.  Arbetena med restaurangen började 1918 och under februari 1922 stod Stadshuskällaren färdig med ett tillhörande lunchrum i bottenvåningen för tjänstemän och  övrig personal. Detta lunchrum kallas idag (2012) för ”Ragnars Skafferi” - tidigare ”Restaurang Eken” -  med ingång för gäster från Borgargården.

## Restaurangen

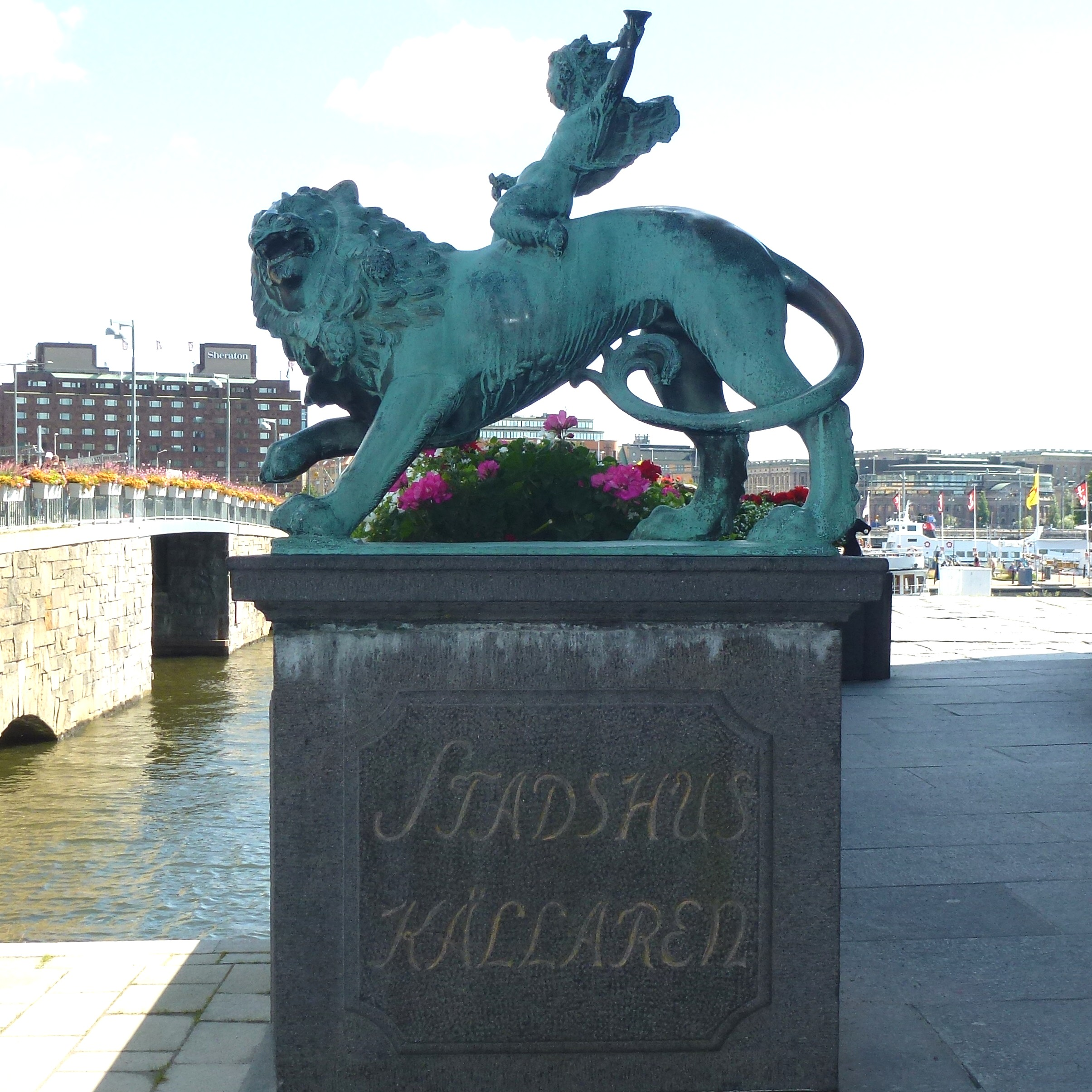
Bacchus ridande på lejon av Ansgar Almquist

Inredningen, möbler och dekorationer skapades av arkitekt Melchior Wernstedt som vid tillfället arbetade i Östbergs ritkontor. Från entrén leder en bred, svängd trappa ner till ett kapprum som är gestaltat i barock. Här dominerar väggarnas röda murtegel. På väggarna hänger två oljemålningar av Yngve Berg. Genom en hög portal, som uppges vara en gammal altaruppsats från kapellet vid Danviks hospital når besökaren “Lilla salen” (även kallat Kaféet). Därefter ligger i fil “Stora salen”.
Lilla salens kryssvalv bärs upp av en enda pelare som står mitt i rummet. Väggfälten är dekorerade av träpaneler med intarsiaarbeten ritade av Wernstedt som inspirerades av Bellman. Väggmålningarna är utförda av Yngve Berg. För de praktiska snickeriarbetena stod  möbelsnickaren Axel Högberg. Stora salen har en något enklare gestaltning. Stora salens takfresker i blåa nyanser är utförda av Yngve Berg.
Lokalen hyrdes ut och den förste krögaren var Ivan Bratt, som 1917 hade infört motboken i Sverige. Restaurangen drevs av Sveriges Allmänna Restaurangbolag (SARA) och enligt uppgörelsen skulle Stadshusnämnden stå för möbler och belysningsarmaturer medan SARA bekostade mattor, gardiner, glas, porslin, bestick och liknande “sedan Stadshusets arkitekt (Östberg) tagit del af och godkänt typerna härför”. För Stadshuskällaren beställdes ett särskilt porslin med dekorationer av Yngve Berg och tillverkat på Rörstrands porslinsfabrik.
Under år 2012 genomgick Stadshuskällaren en omfattande renovering. Sedan sommaren 2012 ansvarar Stadshusrestauranger Stockholm AB för all restaurang- och bankettverksamhet i Stockholms stadshus. Det innefattar de två restaurangerna ”Stadshuskällaren” och ”Ragnars Skafferi” samt bankettverksamheten i Blå Hallen och Gyllene Salen. Utanför Stadshuskällarens entré står på en mur Bacchus ridande på lejon skapad av Ansgar Almquist.

## Bilder

Interiör
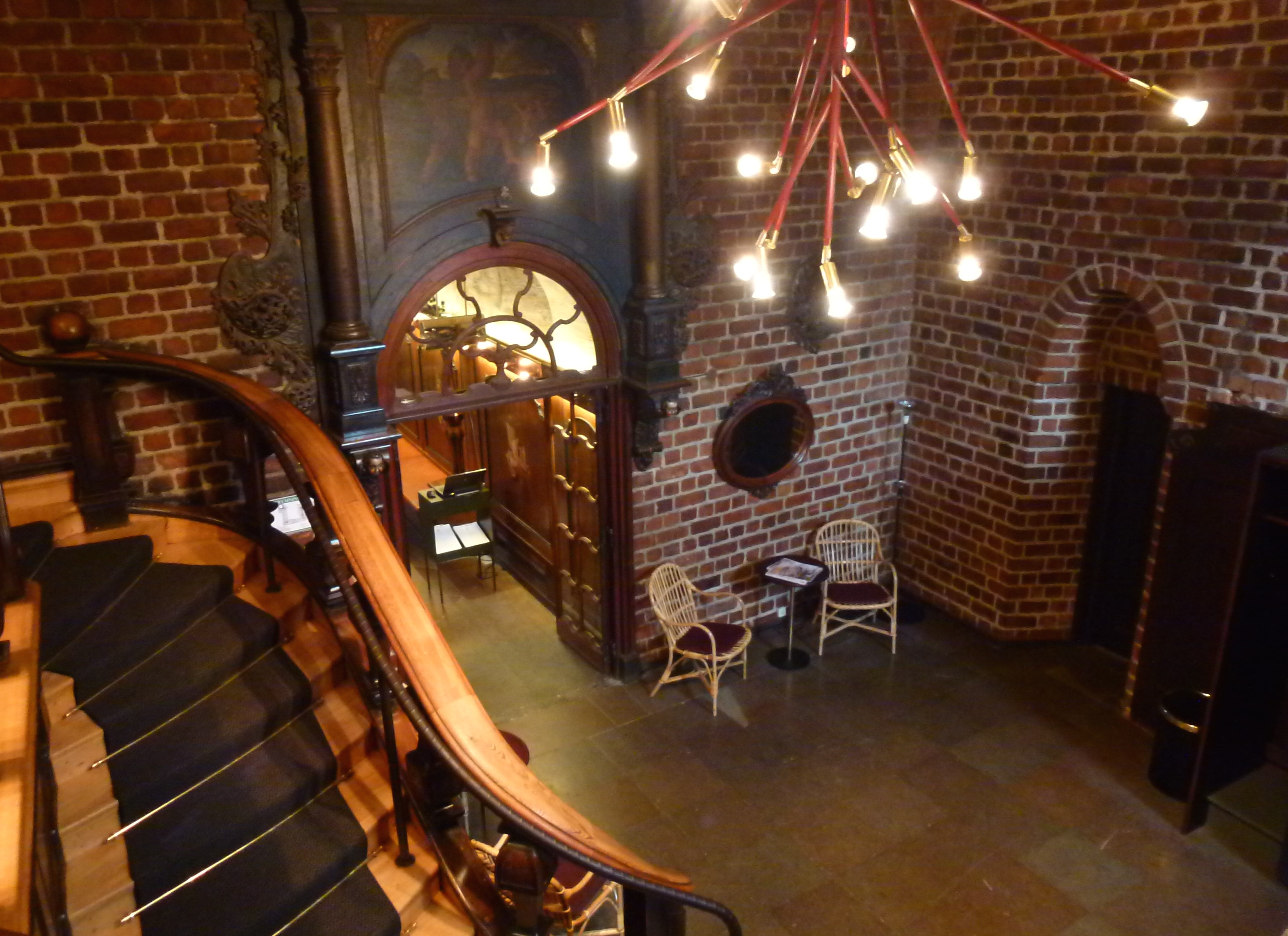
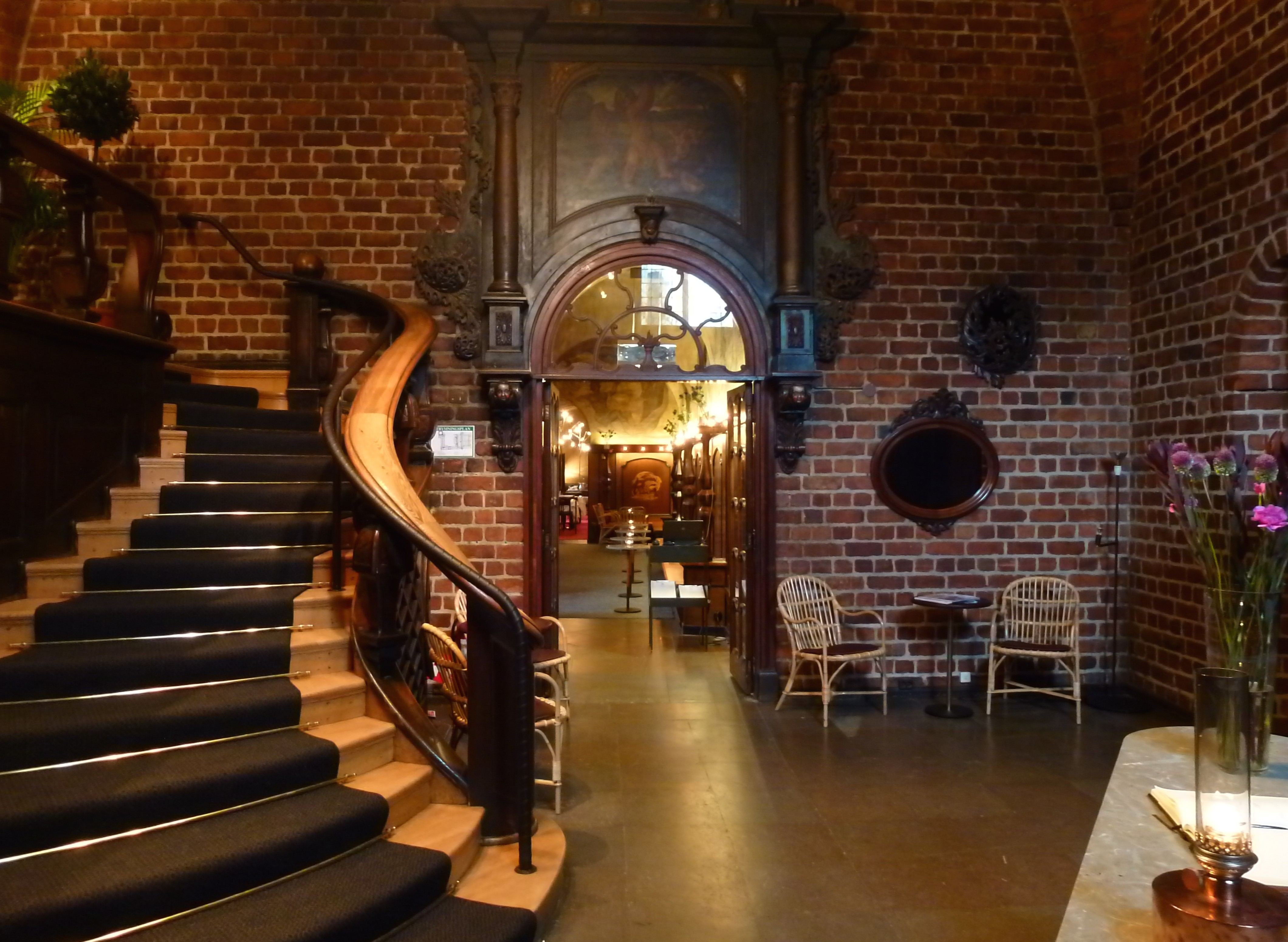
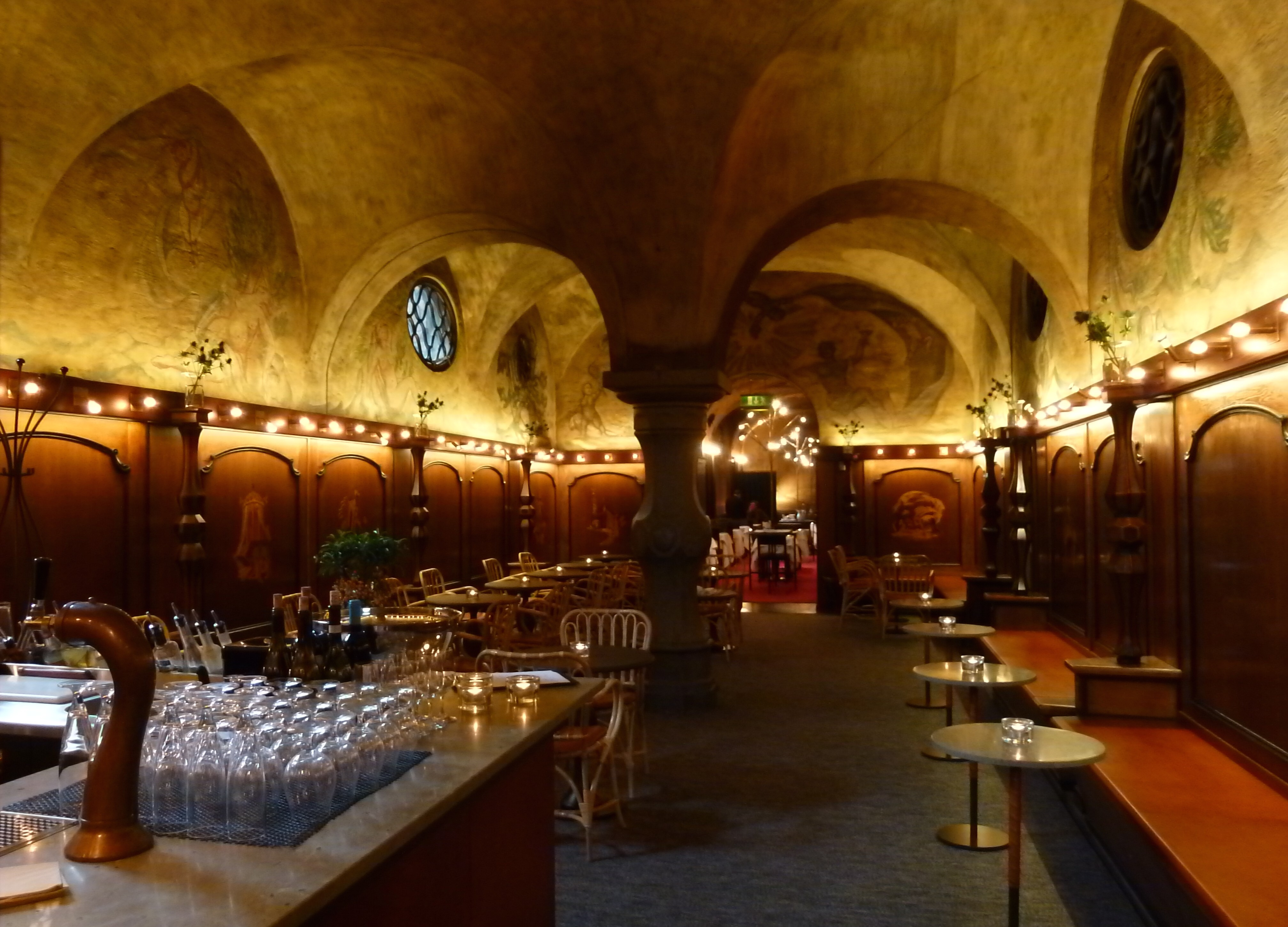
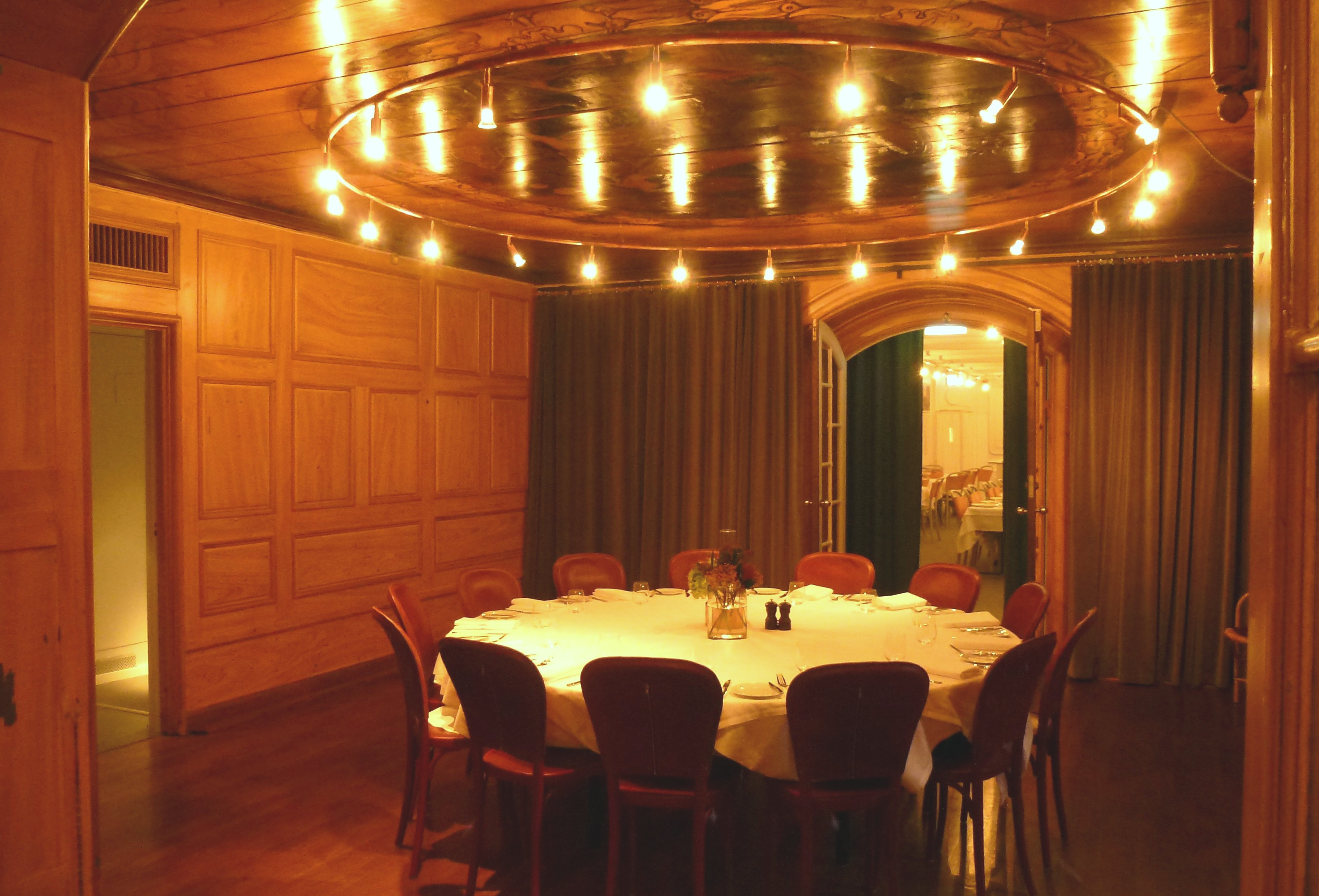